# Mannequin
Mannequin (Maniquí, en España y Argentina, y Me enamoré de un maniquí, en Hispanoamérica) es una película de comedia romántica estadounidense de 1987 dirigida por Michael Gottlieb en su debut como director y escrita por Edward Rugoff y Gottlieb. Está protagonizada por Andrew McCarthy, Kim Cattrall, Estelle Getty, Meshach Taylor y G. W. Bailey. La banda sonora original fue compuesta por Sylvester Levay. La película gira en torno a un artista apasionado crónicamente subempleado llamado Jonathan Switcher que consigue un trabajo como escaparate de una tienda departamental y el maniquí que creó, que queda habitado por el espíritu de una mujer del Antiguo Egipto, pero solo cobra vida para Jonathan.
Mannequin recibió una nominación al Óscar a la mejor canción original por su canción principal, «Nothing's Gonna Stop Us Now» de Starship, que alcanzó el número uno tanto en el Billboard Hot 100 como en el UK Singles Chart. La recepción crítica tanto temprana como posterior ha sido en general negativa y se han hecho críticas comunes hacia la premisa ridícula y el tono demasiado ridículo y sentimental; sin embargo, las respuestas de la audiencia han sido comparativamente más positivas y en los años transcurridos desde su estreno, la película ha desarrollado seguidores de culto. En 1991, se estrenó una secuela de la película llamada Mannequin Two: On the Move. Aunque la secuela tiene lugar en los mismos grandes almacenes de Filadelfia, solo Meshach Taylor y Andrew Hill Newman regresaron de la película original. La secuela recibió una abrumadora reacción crítica negativa y fue un fracaso de taquilla.

## Argumento
En el Antiguo Egipto, Ema «Emmy» Hesire se refugia en una pirámide y suplica a los dioses que encuentre el amor verdadero en lugar de contraer un matrimonio arreglado. Emmy desaparece repentinamente ante los ojos de su madre. En Filadelfia de 1987, Jonathan Switcher es un escultor que trabaja en un almacén de maniquíes y termina un único maniquí femenino que considera una obra maestra. Su jefe lo despide por dedicar tiempo a hacer de sus maniquíes obras de arte en lugar de ensamblar varios cada día.
Jonathan acepta varios trabajos ocasionales y cada vez lo despiden por trabajar demasiado lento porque intenta que cada proyecto sea artístico. Su novia Roxie Shield, empleada de los grandes almacenes Illustra, lo abandona y lo critica como un tonto. Después de que su motocicleta se avería bajo la lluvia, Jonathan pasa por los grandes almacenes Prince & Company. Al ver su maniquí en el escaparate, comenta que es la primera obra que le hizo sentir como un verdadero artista. A la mañana siguiente, salva a la dueña de la tienda, Claire Timkin, de resultar herida por el letrero de su propia tienda. Agradecida, Claire ordena al gerente de la tienda, el Sr. Richards (a quien Illustra le paga en secreto para sabotear a Prince & Company para poder comprarla) que le dé un trabajo a Jonathan. Visto con sospecha por el guardia de seguridad, el capitán Felix Maxwell, Jonathan trabaja con el escaparatista Hollywood Montrose y se hace amigo de él. Cuando Jonathan está montando un escaparate, el maniquí que hizo cobra vida con el espíritu de Emmy. Dice que ha existido durante siglos como musa, a veces habitando las obras de un artista que admira e inspira. Ha conocido gente increíble pero nunca ha encontrado el amor verdadero. Emmy explica que los dioses le permiten vivir cuando ella y Jonathan pasan desapercibidos; de lo contrario, ella es un maniquí.
Con la ayuda de Emmy, el escaparate de Jonathan es un gran éxito. Jonathan, ahora encargado de la mercadotecnica visual, le pide a Emmy que continúe ayudando con las exhibiciones. Durante varias semanas, crean varias exhibiciones populares, atrayendo nuevos negocios y al mismo tiempo profundizando su relación. Montrose se da cuenta de que a Jonathan le encanta el maniquí que creó, pero no lo juzga. El director ejecutivo de Illustra, B. J. Wert, envía a Roxie a cazar furtivamente a Jonathan, pero él se niega, diciendo que ahora trabaja para personas que lo valoran. Molesta por la ineptitud de Felix y la actitud de Richards hacia Jonathan, Claire los despide. Profundamente impresionada con su trabajo, Claire nombra a Jonathan vicepresidente de los grandes almacenes. Una noche, Jonathan lleva a Emmy por la ciudad en su motocicleta, a pesar de lo inusual que esto les parece a los transeúntes. Richards y Felix lo presencian y concluyen que está profundamente obsesionado con un maniquí femenino.
Richards y Felix (que ahora trabaja para Illustra) roban los maniquíes femeninos de Prince & Company. A la mañana siguiente, Jonathan confronta a Wert por el robo, quien le hace otra oferta de trabajo. Furiosa porque Jonathan se preocupa tanto por el maniquí al que llama Emmy, Roxie se marcha furiosa. Jonathan sigue a Roxie mientras es perseguido por guardias de seguridad, incluido Felix. Wert y Richards exigen que llamen a la policía. Roxie carga los maniquíes robados en el gran compactador de basura de la tienda y luego queda inconsciente entre la basura. Mientras Hollywood mantiene a raya a los perseguidores con una manguera contra incendios, un conserje observa a Jonathan saltar a la cinta transportadora del compactador para salvar al maniquí que es Emmy. Mientras Jonathan arriesga su vida por ella, Emmy cobra vida. Una vez a salvo, se da cuenta de que está verdadera y permanentemente viva nuevamente luego de que permanezca viva mientras el conserje la observa. Emmy agradece a los dioses por unirla con su verdadero amor y Jonathan promete amarla para siempre.
Mientras el conserje se pregunta si otros maniquíes cobrarán vida, Hollywood llega y se da cuenta de que Emmy estuvo viva todo el tiempo. Felix y sus compañeros guardias entran corriendo, seguidos por Wert y Richards, quienes exigen que la policía arreste a Jonathan. Claire llega y revela que tiene un video de seguridad de Richards y Felix irrumpiendo y cometiendo el robo. Ella acusa a Wert de conspiración y Jonathan agrega que el hombre también secuestró a Emmy. Wert despide a Roxie cuando lo arrestan y se lo llevan junto a Richards y Felix. Jonathan se da cuenta de que las imágenes de seguridad pueden haberlo mostrado siendo romántico con un maniquí, pero Claire sugiere que no debería preocuparse por eso. Algún tiempo después, Jonathan y Emmy se casan en el escaparate de Prince & Company, con Claire como dama de honor y Hollywood como padrino. Numerosos peatones delante del escaparate aplauden la boda.

## Reparto y doblaje
| Personaje             | Actor original Estados Unidos | Actor de voz España     | Actor de voz México (doblaje 20th Century Fox) | Actor de voz México (doblaje MGM) |
| --------------------- | ----------------------------- | ----------------------- | ---------------------------------------------- | --------------------------------- |
| Jonathan Switcher     | Andrew McCarthy               | José Luis Gil           | Alfonso Obregón                                | René García                       |
| Ema "Emmy" Hasure     | Kim Cattrall                  | María Antonia Rodríguez | Keta Leonel                                    | Rocío Garcel                      |
| Sra. Claire Timkin    | Estelle Getty                 | Matilde Conesa          | Genoveva Pérez                                 | Guadalupe Noel                    |
| Sr. Richards          | James Spader                  | Javier Dotú             | Miguel Ángel Soriano                           | Carlos Íñigo                      |
| Capitán Felix Maxwell | G. W. Bailey                  | Carlos Revilla          | Eduardo Fonseca                                | Mario Sauret                      |
| Hollywood Montrose    | Meshach Taylor                | Ángel Egido             | Roberto Carrillo                               | Carlos del Campo                  |
| Roxie Shield          | Carole Davis                  |                         |                                                |                                   |
| B. J. Wert            | Steve Vinovich                |                         |                                                |                                   |
| Armand                | Christopher Maher             |                         |                                                |                                   |

## Producción

### Desarrollo
La idea de la película surgió cuando el director Michael Gottlieb caminaba por la Quinta Avenida y creyó ver un maniquí moverse en el escaparate de Bergdorf Goodman. Algunas reseñas observan similitudes con la trama de la película One Touch of Venus (1948).
La película se realizó basándose en los principios de marketing del destacado investigador de mercados de Hollywood Joseph Farrell, quien se desempeñó como productor ejecutivo. La película fue diseñada específicamente para atraer a poblaciones objetivo. Aunque no siendo considerado una estrella de cine, McCarthy fue elegido después de que las pruebas de sus películas demostraran que atraía fuertemente a las chicas, el público objetivo.

### Rodaje
Los productores se pusieron en contacto con varias comisiones cinematográficas estatales de todo Estados Unidos en busca de unos grandes almacenes elegantes en el centro de una ciudad para rodar la película. Visitaron tiendas en todo el país antes de decidirse por John Wanamaker's en Filadelfia (ahora Macy's Center City). La tienda recibió el nombre de Prince and Company para la película. El rodaje de interiores en Wanamaker's duró aproximadamente tres semanas, y el rodaje generalmente comenzaba alrededor de las 9 p. m. y duraba hasta las 6 a. m. del día siguiente.
Se filmaron escenas adicionales en los jardines formales detrás del Hotel Hershey. Las escenas que tienen lugar en los grandes almacenes ficticios Illustra se filmaron en los grandes almacenes Boscov en el antiguo centro comercial Camp Hill (ahora centro comercial Camp Hill) cerca de Harrisburg, Pensilvania. El alcalde de Filadelfia, Wilson Goode, estimó que la película inyectó 3 millones de dólares a la ciudad.

Antes de comenzar el rodaje, Cattrall pasó seis semanas posando para un escultor de Santa Mónica, quien capturó su imagen. Se realizaron seis maniquíes, cada uno con una expresión diferente. Cattrall recordó: «No hay forma de interpretar a un maniquí excepto si quieres sentarte allí como un muñeco [...] Hice mucho culturismo porque quería estar lo más esbelto posible. Quería hacer coincidir los maniquíes lo más cerca posible». La actriz también dijo que hacer la película la hizo sentir «mayor»:
Me he convertido más en una protagonista femenina que en una chica... En todas las demás películas que hice interpreté a la chica y la trama giraba en torno al chico. Nunca he tenido a nadie que me haga una iluminación especial, o que averigüe qué ropa me queda bien o qué ángulos de cámara son mejores para mí... En esta película aprendí mucho de ella. Es casi como aprender viejas técnicas de Hollywood... Siempre he sido una especie de marimacho. Me siento genial siendo una niña, usando un vestido.

### Música
Presentada en la película, «Nothing's Gonna Stop Us Now» fue una canción coescrita por Albert Hammond y Diane Warren y grabada por la banda de rock estadounidense Starship en 1986. Es un dúo con los vocalistas de Starship Grace Slick y Mickey Thomas. Alcanzó el número uno en el Billboard Hot 100 el 4 de abril de 1987, y encabezó la lista de sencillos del Reino Unido durante cuatro semanas el mes siguiente, convirtiéndose en el segundo sencillo más vendido del Reino Unido en 1987.

## Recepción

### Taquilla
La película debutó en el puesto número tres de la taquilla estadounidense detrás de Platoon y Outrageous Fortune, recaudando 6 millones de dólares durante el fin de semana de cuatro días del Día de los Presidentes, superando al otro estreno, Over the Top, protagonizado por Sylvester Stallone. Hasta la fecha, la película ha recaudado un total de 42,7 millones de dólares en Estados Unidos y Canadá.

### Respuesta crítica
En Rotten Tomatoes, la película tiene un índice de aprobación del 20% basado en 40 reseñas y una calificación promedio de 3,9/10. El consenso del sitio dice: «Mannequin es un verdadero dummy (un juego de palabras en que dummy puede significar tanto «muñeco» como «tonto» en inglés), equipado con un concepto ridículo y un guion dolorosamente serio que nunca cobra vida, a pesar de los mejores esfuerzos de una Kim Cattrall increíblemente encantadora». En Metacritic, la película tiene una puntuación de 21 sobre 100 basada en reseñas de 13 críticos, lo que indica «críticas generalmente desfavorables». El público encuestado por CinemaScore le dio a la película una calificación B+ en una escala de A a F.
Fue atacada duramente por Leonard Maltin, quien la llamó «una película absolutamente bajísima, desalentadora para cualquiera que recuerde lo que debería ser la comedia cinematográfica». En su reseña impresa, Roger Ebert le otorgó media estrella y escribió: «Muchas películas malas están llenas de vida. Mannequin está muerta. El velorio dura 1 hora y media y luego podemos salir del teatro». Ebert también destacó el personaje de Montrose (interpretado por un actor heterosexual) como una caricatura gay ofensiva y cínicamente extravagante.
Rita Kempley de The Washington Post calificó la película como «hecha por, para y sobre tontos». Janet Maslin de The New York Times echa la culpa al escritor y director: «coescrita y dirigida por Michael Gottlieb, Mannequin es una muestra de técnica superficial de última generación». Dan McQuade, escribiendo en Philadelphia Magazine, haciendo referencia al uso de Filadelfia como escenario en la película, después de analizar la película misma escribió: «El mensaje de Mannequin, por torpe que sea, es que el mejor lugar y momento de la historia registrada es la Filadelfia de los años 80... En verdad, esta es la película más inspiradora jamás realizada sobre la ciudad».
David Cornelius de DVD Talk escribió: «Mannequin es una de las películas más estúpidas jamás concebidas y una de las peores. Lo que lo hace, a su manera, fascinante. Verla es dejarse atrapar por sus formas hipnóticas; su chapuza tan extravagante es asombrosa. Spader por sí solo vale el precio de la entrada; seguramente consciente de la maldad de la película, el actor la exagera con una actuación delirantemente exagerada». La llamó «una mala película esencial», pero advirtió a los espectadores «con un umbral de dolor más bajo» para las malas películas que «obviamente se la salten porque es una película terrible».

### Premios
| Premios                                      | Categoría                                                            | Nominados                                                                     | Resultado |
| -------------------------------------------- | -------------------------------------------------------------------- | ----------------------------------------------------------------------------- | --------- |
| Premios Óscar                                | Mejor canción original                                               | «Nothing's Gonna Stop Us Now» Música y letra de Albert Hammond y Diane Warren | Nominada  |
| Premios ASCAP de Música de Cine y Televisión | Canciones más interpretadas de películas                             | «Nothing's Gonna Stop Us Now» Música y letra de Albert Hammond y Diane Warren | Ganadora  |
| Fantafestival                                | Mejor película                                                       | Michael Gottlieb                                                              | Ganadora  |
| Fantafestival                                | Mejor director                                                       | Michael Gottlieb                                                              | Ganador   |
| Fantafestival                                | Mejor actor                                                          | Andrew McCarthy                                                               | Ganador   |
| Fantasporto                                  | Mejor película                                                       | Michael Gottlieb                                                              | Nominada  |
| Fantasporto                                  | Mejor guion                                                          | Michael Gottlieb                                                              | Ganador   |
| Premios Globo de Oro                         | Mejor canción original                                               | «Nothing's Gonna Stop Us Now» Música y letra de Albert Hammond y Diane Warren | Nominada  |
| Premios Grammy                               | Mejor canción escrita específicamente para una película o televisión | «Nothing's Gonna Stop Us Now» Música y letra de Albert Hammond y Diane Warren | Nominada  |

## Secuela y nueva versión
En 1991, se estrenó una secuela llamada Mannequin Two: On the Move y fue dirigida por Stewart Raffill. La secuela fue calificada como «una de las peores secuelas jamás realizadas». La segunda película contó con diferentes personajes principales pero con el escenario de la misma tienda de grandes almacenes y con Meshach Taylor retomando su papel. Andrew Hill Newman, quien interpretó al conserje que maneja la compactadora en la primera película, regresa en la secuela como un guardia de seguridad llamado Andy Ackerman. No se dice explícitamente si se trata de un personaje completamente nuevo o si es el personaje original (que no fue nombrado), que ahora trabaja en una capacidad diferente para la misma tienda.
En 2010, se dijo que los ejecutivos de Gladden Entertainment estaban en la etapa de «desarrollo temprano» de una nueva versión, imaginando una trama de un hombre enamorado de un «holograma de pantalla láser» en lugar de un maniquí. Sin embargo, no se hicieron públicos más detalles sobre su desarrollo.

## Medios domésticos
Mannequin fue lanzado en formato VHS, Betamax y LaserDisc estéreo digital en septiembre de 1987 por Cannon Films a través de Media Home Entertainment. La película fue lanzada en DVD por MGM Home Entertainment el 7 de octubre de 2004, en un DVD de pantalla ancha de la Región 1, y luego fue relanzada en DVD el 16 de enero de 2008, en una nueva edición doble con Mannequin Two: On the Move. como segundo disco. Mannequin fue lanzado en Blu-ray por primera vez por Olive Films (bajo licencia de MGM) el 3 de noviembre de 2015.

## Legado
A pesar de su mala recepción inicial, Mannequin ha sido citado como un clásico de culto de la comedia romántica y ha logrado obtener un culto fuerte y ardiente que ha elogiado los decorados, el vestuario, el elenco secundario y el guion de la película, así como la química romántica entre los actores principales McCarthy y Cattrall. La película también se considera una de las muchas películas de comedia populares de la época dorada de las películas Brat Pack de la década de 1980, ya que presenta a los actores Spader, Cattrall y McCarthy, quienes protagonizaron otras películas de esa época.
Las canciones de la banda sonora de la película, incluidas «Nothing's Gonna Stop Us Now» de la banda de rock estadounidense Starship y «In My Wildest Dreams» de la vocalista principal de The Go-Go's, Belinda Carlisle, han logrado éxito comercial. La primera, en particular, ha alcanzado notoriedad continua a lo largo de los años y, a menudo, ha sido citada como una power ballad sentimental definitoria e icónica. Las críticas retrospectivas también han elogiado la representación provocativa y progresista de Hollywood por ser un personaje homosexual descaradamente positivo que se hace amigo del personaje principal y logra ser heroico en el final.
La bajista de Kenickie y Rosita Emmy Kate Montrose (nacida Emma Jackson, 1978) tomó su nombre artístico de los personajes Emmy y Montrose de la película. La película también fue parodiada por James Corden y Victoria Beckham en 2017 en The Late Late Show with James Corden como precursor del segmento Carpool Karaoke.